# Rhombodera megaera
Rhombodera megaera es una especie de mantis de la familia Mantidae que habita en Tailandia.